# Dusona diversicolor
Dusona diversicolor är en stekelart som först beskrevs av Henry Lorenz Viereck 1925.  Dusona diversicolor ingår i släktet Dusona och familjen brokparasitsteklar. Inga underarter finns listade i Catalogue of Life.